# روبي واكس
روبي واكس (بالإنجليزية: Ruby Wax)‏ (19 أبريل 1953)  هي ممثلة أمريكية بريطانية وكوميدية وكاتبة وناشطة في مجال الصحة العقلية ومحاضرة. ممثلة مدربة تدريباً كلاسيكياً ، لعبت دور البطولة في المسرحية الهزلية Girls on Top (1985-1986) ، وبرزت كمحاضرة كوميدية ، حيث لعبت دور التصورات البريطانية للأسلوب الأمريكي الصارم ، في عروض منها The Full Wax (1991-1994) ، روبي واكس يلتقي ... (1994-1998) ، روبي (1997-2000) ، وعرض روبي واكس (2002). واصلت لتصبح محررة السيناريو لمسلسل بي بي سي الهزلي Absolutely Fabulous (1992-2012) ، والتي ظهرت أيضًا في حلقتين.
درست واكس علم النفس في جامعة كاليفورنيا لكنها لم تكمل شهادتها. في عام 2013 ، حصلت على درجة الماجستير في العلاج المعرفي القائم على اليقظة الذهنية من كلية كيلوج بأكسفورد . في عام 2015 ، تم تعيين Wax ضابطًا فخريًا في وسام الإمبراطورية البريطانية (OBE) في عام 2015 مع مرتبة الشرف الخاصة لخدمات الصحة العقلية. مذكراتها كيف تريدني؟ (2002) و Sane New World (2013) ، وصلت إلى المركز الأول في قائمة Sunday Times الأكثر مبيعًا.

## حياة سابقة
ولدت واكس وترعرعت في إيفانستون ، إلينوي ، ابنة إدوارد وبيرث واكس ( ني جولدمان. كان والداها من اليهود النمساويين الذين غادروا النمسا عام 1938 بسبب التهديد النازي .   كان والدها صانع سجق  وكانت والدتها مؤهلة للعمل كمحاسبة. بمجرد أن استقر والد واكس في شيكاغو ، غيّر طريقة كتابة اسم العائلة من Wachs إلى Wax.  تخصصت في علم النفس في جامعة كاليفورنيا ، بيركلي لكنها غادرت بعد عام دون إكمال شهادتها. 

## مسار مهني مسار وظيفي

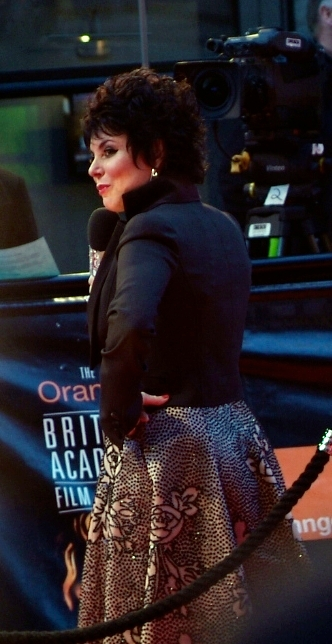
واكس في حفل توزيع جوائز BAFTA لعام 2007

### وظيفة مبكرة
انتقلت واكس إلى المملكة المتحدة ودرس في الأكاديمية الملكية الاسكتلندية للموسيقى والدراما في جلاسكو . بدأت مسيرتها التمثيلية كممثلة مباشرة في مسرح Crucible ، شيفيلد ، حيث بدأت كتابة وتوجيه شراكة طويلة الأمد مع آلان ريكمان ، الذي كان عليه فيما بعد إخراج معظم عروضها المسرحية الكوميدية. 
في عام 1978، انضمت إلى شركة شكسبير الملكية ، والعمل جنبا إلى جنب مع جولييت ستيفنسون في التدبير لالتدبير ، كما Jaquenetta العكس ميتشايل هوردرن في عمال الحب الضائع ل ، لتحل محل زوي وناماكر باسم جين في طريق العالم  والتي تظهر في هوارد برينتون ثلاثة - التهاب الحلق .  أثناء وجوده في RSC ، التقى واكس أيضًا وصادق Ian Charleson ، وساهم لاحقًا بفصل في كتاب 1990 ، For Ian Charleson: A Tribute .  في عام 1981 ، ظهرت واكس كمشجع أمريكي في فيلم تشارلزون ، عربات النار . 
ظهرت واكس لمرة واحدة في حلقة 1980 من The Professionals ، Bloodsports ، ولعب Lonnie ، وهي طالبة أمريكية. في عام 1981 ، ظهرت في متابعة برنامج The Rocky Horror Picture Show ، بعنوان Shock Treatment . في الفيلم ، تصور واكس  Betty Hapschatt ، التي تزوجت Ralph Hapschatt في الفيلم الأول. ظهرت واكس أيضًا لفترة وجيزة كسكرتيرة في Omen III: The Final Conflict .

### عمل كوميدي
في عام 1985 ، لعبت دور البطولة كممثلة أمريكية بصوت عالٍ شيلي دوبونت على المسرحية الهزلية البريطانية Girls on Top .
في عام 1987 ، حصلت واكس على برنامج الدردشة الكوميدي الخاص بها Don't Miss Wax ، على القناة الرابعة . تم تعيينها أيضًا كمقدمة إذاعية من قبل Superstation ، وهي خدمة داعمة طوال الليل للإذاعة التجارية في المملكة المتحدة.  في ديسمبر 1989 ، ظهرت في حلقة القزم الأحمر " Timeslides " كمراسلة أمريكية.
بدأت واكس العمل مع هيئة الإذاعة البريطانية عام 1991 ، مع عرض The Full Wax (1991-1994). في 1994 ، التقت روبي واكس مادونا بثت على بي بي سي ، تليها سلسلة روبي واكس يلتقي ... (1996-1998) ، حيث قابلت شخصيات عامة مثل إيميلدا ماركوس ، أو جي سيمبسون ، وباميلا أندرسون .  روبي واكس يلتقي ... تم ترشيحه لجائزة BAFTA لعام 1997 (تُنسب إلى Clive Tulloh و Don Boyd) ، لمقابلة مع سارة ، دوقة يورك ، وهي مقابلة جذبت جمهورًا يزيد عن 14 مليون مشاهد.  كما ظهرت كضيفين في برنامج Absolutely Fabulous ، وهو برنامج عملت فيه كمحرر سيناريو طوال فترة المسلسل.
من تشرين الثاني (نوفمبر) 2001 إلى حزيران (يونيو) 2002 ، قدمت واكس برنامج مسابقات تلفزيوني بث على BBC1 بعنوان The Waiting Game. تم بث سلسلة مقابلاتها الأخيرة مع BBC في عام 2003 في عام 2005 ، ظهرت واكس كمنظفة في الفيديو الموسيقي لأغنية McFly 's Comic Relief All About You .

### الكتابة والأوساط الأكاديمية وتدريب الشركات والعودة إلى التلفزيون والمسرح
في عام 2002 ، أصبحت واكس مضيفًة لـ Commercial Breakdown . كما كتبت واكس مذكراتها ، كيف تريدني؟ ، والتي أصبحت من أكثر الكتب مبيعًا وفقًا لقائمة Sunday Times الأكثر مبيعًا.
في مارس 2003 ، كانت واكس أحد المتسابقين المشاهير في Comic Relief do Fame Academy ، والتي كانت منبثقة عن أكاديمية Fame في BBC مع جميع العائدات التي تم التبرع بها إلى Comic Relief . على الرغم من أنه ليس مغنيًا جيدًا ، إلا أن واكس وصل إلى النهائي ، حيث احتل المركز الثاني لصالح ويل ميلور . 
ظهرت واكس في دور داعم مقابل أوليفيا ويليامز وآندي ماكدويل في فيلم عام 2005 طريق تارا . في سبتمبر وأكتوبر 2005 ، ظهرت كمتسابقة مشهورة في Ant &amp; Dec's Gameshow Marathon ، وتقدمت إلى Sale of the Century قبل أن يتم طردها. في صيف عام 2006 ، كانت عارضة أزياء مشهورة في حدث سبورت ريليف على قناة بي بي سي ، Only Fools on Horses . قدمت Cirque de Celebrité على Sky One في عام 2006. كما ظهرت واكس في إحدى حلقات <i id="mwtg">Jackass</i> حيث شاركت في Gumball 3000 . بينما توقف السباق عند حدود لاتفيا ، صارعتها شخصية جاكاس كريس بونتيوس .
في مارس 2009 ، عاد واكس إلى Comic Relief للمشاركة في Comic Relief Does The Apprentice . ظهرت واكس في 2011 Comic Relief in Comic Relief Does Master Chef حيث أعدت واكس مقبلات لرئيس الوزراء ديفيد كاميرون .
في 1 أبريل 2009 ، عرضت روبي واكس هولندا لأول مرة على شبكة التلفزيون الهولندية NET 5 .[بحاجة لمصدر]
يتعامل عرض Wax's 2010 Stand-up Losing It مع تجربتها مع الاكتئاب السريري .  عُرض العرض في لندن على مسرح دوقة عام 2011 أسست واكس موقع الصحة العقلية (الذي أصبح الآن جزءًا من جمعية SANE الخيرية للصحة العقلية) في عام 2011 ردًا على رد فعل الجمهور من عرضها المسرحي. 
في يونيو 2015 ، تم تعيين واكس أستاذًة زائرًة في تمريض الصحة العقلية في جامعة ساري . 
تم تعيينها كمستشارة لجامعة ساوثهامبتون ، وبدأت مهامها اعتبارًا من 1 مايو 2019. 

## عمل اخر
واكس تعلم الاتصالات التجارية في كل من القطاعين العام والخاص. تشمل قائمة العملاء دويتشه بنك ووزارة الداخلية البريطانية وسكايب . 
في سبتمبر 2013 ، تخرجت واكس من كلية كيلوج ، أكسفورد بدرجة الماجستير في العلاج المعرفي القائم على اليقظة الذهنية.  كانت قد حصلت سابقًا على شهادة دراسات عليا في العلاج النفسي والاستشارة من كلية ريجنت في لندن. 
في عام 2013 ، نشرت روبي واكس كتابًا بعنوان Sane New World ، والذي أصبح الأفضل مبيعًا رقم واحد متبوعًا بـ A Mindfulness Guide for the Frazzled ، الذي نُشر في يناير 2016.  في عام 2015 ، أُعلن أنها ستصبح ضابطة في وسام الإمبراطورية البريطانية لخدماتها في مجال الصحة العقلية.

## الخلافات

### بوبيتاون
في عام 2004 ، خططت هيئة الإذاعة البريطانية لعرض سلسلة رسوم متحركة تسمى Popetown ، والتي سخرت من الكنيسة الكاثوليكية . في ذلك ، صورت واكس البابا على أنه طفل مدلل. بعد الاحتجاجات ، اختارت هيئة الإذاعة البريطانية عدم عرض المسلسل. 

### قضية الافتراء
في فبراير / شباط 2004 ، توصلت المذيعة الأيرلندية باتريشيا داناهير إلى تسوية خارج المحكمة مع واكس ، الذي زعمت كذباً أن داناهر أدلت بملاحظات «عنصرية» و «معادية للسامية» عنها في مقابلة مع تلفزيون أولستر . اعتذر فريق واكس القانوني في المحكمة ، وقبل أن Danaher لم تدل بأي تصريحات عنصرية أو معادية للسامية وأعلن أنه تم التوصل إلى تسوية مالية. 

### معارضة منحدر وصول المعوقين
في نوفمبر 2005 ، تم انتقاد واكس من قبل كاتب عمود ديلي ميل ريتشارد كاي بزعم معارضته لمنحدر وصول معطل مقترح لمعرض الفن الخيري Couper Collection . كما ذكرت صحيفة The Observer البريطانية الأحد الجدل ،  كما فعلت أنا Ludicrous في "The Ruby Wax Song" من Dirty Washing 2008 EP. في عام 2006 ، ردت واكس على الادعاءات في London Evening Standard : «أوه لا ، هذا ليس صحيحًا. هذا بعيدًا عن الحائط. لماذا أعترض على منحدر معطل؟ لم يكن الأمر يتعلق بذلك حتى.» 

## الحياة الشخصية
واكس متزوجة من المنتج والمخرج التلفزيوني إد باي . لديهم ثلاثة أطفال: ماكس (مواليد 1988) ، مادلين (مواليد 1990) ، ومارينا (مواليد 1993). 
كانت واكس منفتحًة جدًا على اكتئابها . قامت بعمل سلسلة عبر الإنترنت حول قضايا الصحة العقلية لبي بي سي وعملت مع جمعيات خيرية للصحة العقلية. تم الاعتراف بذلك في عام 2015 ، عندما تم تعيينها كموظفة فخرية في وسام الإمبراطورية البريطانية في عام 2015 مع مرتبة الشرف الخاصة لخدمات الصحة العقلية.  في حلقة من برنامج من تعتقد نفسك على بي بي سي ؟ في عام 2017 ، كشفت واكس أن جدتها وعمتها كانتا ملتزمتين بمصحات عقلية في برنو وفيينا لأنهما كانا «مضطربين» بشكل لا يمكن علاجهما. 
في عام 2019 ، سقطت واكس عن حصان أثناء إجازتها ، مما أدى إلى إصابة ظهرها بجروح بالغة.  اضطرت إلى إلغاء برنامجها How To Be Human في مهرجان إدنبرة نتيجة لإصاباتها. 

## فيلموغرافيا
- لا تفوتوا الشمع ، القناة الرابعة ، 1987-1988
- مذكرات ميامي ، القناة الرابعة ، 1988
- الشرق يلتقي الشمع ، القناة الرابعة ، 1988
- فئة 69 ، القناة الرابعة 1989
- شمع على عجلات ، القناة الرابعة ، 1988-1989
- ضرب وتشغيل ، بي بي سي ، 1990
- روبي تأخذ رحلة ، بي بي سي ، 1991
- الشمع الكامل ، بي بي سي ، 1991-1994
- روبي واكس تلتقي. . . ، بي بي سي ، 1994-1998
- فطيرة روبي الأمريكية ، بي بي سي ، 1999
- روبي تحصل على Streetwise ، بي بي سي ، 2000
- روبي ، بي بي سي 1997-2000
- عرض روبي واكس ، بي بي سي ، 2002
- روبي واكس مع. . . ، بي بي سي ، 2003
- اعترافات روبي واكس المجنونة ، القناة الرابعة ، 2012
- من تظن نفسك؟ ، بي بي سي 2017

## روابط خارجية
- الموقع الرسمي
- روبي واكس في قاعدة بيانات الأفلام على الإنترنت
- Rubywax على تويتر.
- "Ruby Wax discusses the life and work of Carl Gustav Jung". Great Lives. سلسلة 18. حلقة 4. 1 مايو 2009. BBC. راديو بي بي سي 4. مؤرشف من الأصل في 2017-12-01.
- "What's so funny about mental illness?". تيد. مؤرشف من الأصل في 2014-02-22.